# Olympische Sommerspiele 1920/Teilnehmer (Finnland)
| Gelbes Symbol für Goldmedaillen mit stilisierten Olympischen Ringen | Graues Symbol für Silbermedaillen mit stilisierten Olympischen Ringen | Braundes Symbol für Bronzemedaillen mit stilisierten Olympischen Ringen |
| ------------------------------------------------------------------- | --------------------------------------------------------------------- | ----------------------------------------------------------------------- |
| 15                                                                  | 10                                                                    | 9                                                                       |

Finnland nahm an den Olympischen Sommerspielen 1920 in Antwerpen, Belgien, mit einer Delegation von 63 Sportlern teil. Dabei konnten die Athleten 15 Gold-, zehn Silber- und neun Bronzemedaillen gewinnen.

## Medaillengewinner

### Gold
| Name                                              | Sportart       | Wettkampf                          |
| ------------------------------------------------- | -------------- | ---------------------------------- |
| Ludowika Jakobsson Walter Jakobsson               | Eiskunstlauf   | Paare                              |
| Hannes Kolehmainen                                | Leichtathletik | Marathon                           |
| Eero Lehtonen                                     | Leichtathletik | Fünfkampf                          |
| Jonni Myyrä                                       | Leichtathletik | Speerwurf                          |
| Elmer Niklander                                   | Leichtathletik | Diskuswurf                         |
| Paavo Nurmi                                       | Leichtathletik | 10.000 m                           |
| Paavo Nurmi                                       | Leichtathletik | Crosslauf, Einzelwertung           |
| Ville Pörhölä                                     | Leichtathletik | Kugelstoßen                        |
| Vilho Tuulos                                      | Leichtathletik | Dreisprung                         |
| Teodor Koskenniemi Heikki Liimatainen Paavo Nurmi | Leichtathletik | Crosslauf, Mannschaftswertung      |
| Kalle Anttila                                     | Ringen         | Leichtgewicht (Freistil)           |
| Eino Aukusti Leino                                | Ringen         | Mittelgewicht (Freistil)           |
| Adolf Lindfors                                    | Ringen         | Schwergewicht (griechisch-römisch) |
| Oskar Friman                                      | Ringen         | Federgewicht (griechisch-römisch)  |
| Eemeli Väre                                       | Ringen         | Leichtgewicht (griechisch-römisch) |

### Silber
| Name                                                                           | Sportart       | Wettkampf                                      |
| ------------------------------------------------------------------------------ | -------------- | ---------------------------------------------- |
| Paavo Nurmi                                                                    | Leichtathletik | 5000 m                                         |
| Armas Taipale                                                                  | Leichtathletik | Diskuswurf                                     |
| Urho Peltonen                                                                  | Leichtathletik | Speerwurf                                      |
| Elmer Niklander                                                                | Leichtathletik | Kugelstoßen                                    |
| Väinö Penttala                                                                 | Ringen         | Mittelgewicht (Freistil)                       |
| Heikki Kähkönen                                                                | Ringen         | Federgewicht (griechisch-römisch)              |
| Taavi Tamminen                                                                 | Ringen         | Leichtgewicht (griechisch-römisch)             |
| Arthur Lindfors                                                                | Ringen         | Mittelgewicht (griechisch-römisch)             |
| Edil Rosenqvist                                                                | Ringen         | Halbschwergewicht (griechisch-römisch)         |
| Yrjö Kolho Kaarlo Lappalainen Robert Tikkanen Nestori Toivonen Magnus Wegelius | Schießen       | Laufender Hirsch Einzelschuss Mannschaft 100 m |

### Bronze
| Name                                                                          | Sportart       | Wettkampf                                      |
| ----------------------------------------------------------------------------- | -------------- | ---------------------------------------------- |
| Heikki Liimatainen                                                            | Leichtathletik | Crosslauf, Einzelwertung                       |
| Pekka Johansson                                                               | Leichtathletik | Speerwurf                                      |
| Hugo Lahtinen                                                                 | Leichtathletik | Fünfkampf                                      |
| Martti Nieminen                                                               | Ringen         | Schwergewicht (griechisch-römisch)             |
| Matti Perttilä                                                                | Ringen         | Mittelgewicht (griechisch-römisch)             |
| Yrjö Kolho Robert Tikkanen Nestori Toivonen Vilho Vauhkonen Magnus Wegelius   | Schießen       | Laufender Hirsch Doppelschuss Mannschaft 100 m |
| Voitto Kolho Kaarlo Lappalainen Veli Nieminen Vilho Vauhkonen Magnus Wegelius | Schießen       | Armeegewehr Mannschaft liegend 300 m           |
| Arvo Ossian Aaltonen                                                          | Schwimmen      | 200 m Brust                                    |
| Arvo Ossian Aaltonen                                                          | Schwimmen      | 400 m Brust                                    |

## Teilnehmer nach Sportarten

### Eiskunstlauf
| Athlet                              | Disziplin | Finale   | Finale        |
| Athlet                              | Disziplin | Ergebnis | Platz         |
| ----------------------------------- | --------- | -------- | ------------- |
| Sakari Ilmanen                      | Männer    | 30,0     | Fünfter       |
| Ludowika Jakobsson Walter Jakobsson | Paare     | 7,0      | Olympiasieger |

### Gewichtheben
| Athlet         | Disziplin                         | Finale   | Finale |
| Athlet         | Disziplin                         | Ergebnis | Platz  |
| -------------- | --------------------------------- | -------- | ------ |
| Rudolf Ekström | Leichtschwergewicht (bis 82,5 kg) | DNF      | DNF    |

### Leichtathletik
| Athlet                                            | Disziplin                     | Vorlauf           | Vorlauf           | Viertelfinale     | Viertelfinale     | Halbfinale        | Halbfinale        | Finale         | Finale         |
| Athlet                                            | Disziplin                     | Ergebnis          | Platz             | Ergebnis          | Platz             | Ergebnis          | Platz             | Ergebnis       | Platz          |
| ------------------------------------------------- | ----------------------------- | ----------------- | ----------------- | ----------------- | ----------------- | ----------------- | ----------------- | -------------- | -------------- |
| Hannes Kolehmainen                                | Marathon                      | nicht ausgetragen | nicht ausgetragen | nicht ausgetragen | nicht ausgetragen | nicht ausgetragen | nicht ausgetragen | 2:32:35,8 h    | Olympiasieger  |
| Tatu Kolehmainen                                  | Marathon                      | nicht ausgetragen | nicht ausgetragen | nicht ausgetragen | nicht ausgetragen | nicht ausgetragen | nicht ausgetragen | 2:44:02,3 h    | Zehnter        |
| Teodor Koskenniemi                                | 5000 m                        | nicht ausgetragen | nicht ausgetragen | nicht ausgetragen | nicht ausgetragen | 15:22,0 min       | Dritter           | 15:17,0 min    | Vierter        |
| Teodor Koskenniemi                                | Crosslauf, Einzelwertung      | nicht ausgetragen | nicht ausgetragen | nicht ausgetragen | nicht ausgetragen | nicht ausgetragen | nicht ausgetragen | 27:57,2 min    | Sechster       |
| Heikki Liimatainen                                | 10.000 m                      | nicht ausgetragen | nicht ausgetragen | nicht ausgetragen | nicht ausgetragen | 32:08,2 min       | Erster            | 32:28,0 min    | Siebter        |
| Heikki Liimatainen                                | Crosslauf, Einzelwertung      | nicht ausgetragen | nicht ausgetragen | nicht ausgetragen | nicht ausgetragen | nicht ausgetragen | nicht ausgetragen | 27:37,0 min    | Dritter        |
| Hannes Miettinen                                  | Crosslauf, Einzelwertung      | nicht ausgetragen | nicht ausgetragen | nicht ausgetragen | nicht ausgetragen | nicht ausgetragen | nicht ausgetragen | k. A.          | 23.            |
| Paavo Nurmi                                       | 5000 m                        | nicht ausgetragen | nicht ausgetragen | nicht ausgetragen | nicht ausgetragen | 15:33,0 min       | Zweiter           | 15:00,0 min    | Zweiter        |
| Paavo Nurmi                                       | 10.000 m                      | nicht ausgetragen | nicht ausgetragen | nicht ausgetragen | nicht ausgetragen | 33:46,3 min       | Zweiter           | 31:45,8 min    | Olympiasieger  |
| Paavo Nurmi                                       | Crosslauf, Einzelwertung      | nicht ausgetragen | nicht ausgetragen | nicht ausgetragen | nicht ausgetragen | nicht ausgetragen | nicht ausgetragen | 27:15,0 min    | Olympiasieger  |
| Eino Rastas                                       | Crosslauf, Einzelwertung      | nicht ausgetragen | nicht ausgetragen | nicht ausgetragen | nicht ausgetragen | nicht ausgetragen | nicht ausgetragen | k. A.          | 18.            |
| Oskari Rissanen                                   | 3000 m Hindernis              | nicht ausgetragen | nicht ausgetragen | nicht ausgetragen | nicht ausgetragen | 11:07,5 min       | Dritter           | DNS            | DNS            |
| Urho Tallgren                                     | Marathon                      | nicht ausgetragen | nicht ausgetragen | nicht ausgetragen | nicht ausgetragen | nicht ausgetragen | nicht ausgetragen | 2:42:40,0 h    | Neunter        |
| Juho Tuomikoski                                   | Marathon                      | nicht ausgetragen | nicht ausgetragen | nicht ausgetragen | nicht ausgetragen | nicht ausgetragen | nicht ausgetragen | 2:40:18,8 h    | Fünfter        |
| Ilmari Vesamaa                                    | 5000 m                        | nicht ausgetragen | nicht ausgetragen | nicht ausgetragen | nicht ausgetragen | 15:54,4 h         | Vierter           | nicht erreicht | nicht erreicht |
| Ilmari Vesamaa                                    | 3000 m Hindernis              | nicht ausgetragen | nicht ausgetragen | nicht ausgetragen | nicht ausgetragen | 10:32,2 h         | Vierter           | nicht erreicht | nicht erreicht |
| Ilmari Vesamaa                                    | Crosslauf, Einzelwertung      | nicht ausgetragen | nicht ausgetragen | nicht ausgetragen | nicht ausgetragen | nicht ausgetragen | nicht ausgetragen | k. A.          | 14             |
| Valdemar Wickholm                                 | 400 m Hürden                  | nicht ausgetragen | nicht ausgetragen | 57,9 s            | Dritter           | nicht erreicht    | nicht erreicht    | nicht erreicht | nicht erreicht |
| Erik Wilén                                        | 400 m                         | 51,1 s            | Zweiter           | 51,1 s            | Vierter           | nicht erreicht    | nicht erreicht    | nicht erreicht | nicht erreicht |
| Erik Wilén                                        | 400 Hürden                    | nicht ausgetragen | nicht ausgetragen | 58,4 s            | Zweiter           | k. A.             | Fünfter           | nicht erreicht | nicht erreicht |
| Teodor Koskenniemi Heikki Liimatainen Paavo Nurmi | Crosslauf, Mannschaftswertung | nicht ausgetragen | nicht ausgetragen | nicht ausgetragen | nicht ausgetragen | nicht ausgetragen | nicht ausgetragen | 10             | Olympiasieger  |
| Athlet                                            | Disziplin                     | Vorlauf           | Vorlauf           |                   |                   |                   |                   | Final          | Final          |
| Athlet                                            | Disziplin                     | Ergebnis          | Platz             | Ergebnis          | Platz             |                   |                   |                |                |
| Pekka Johansson                                   | Speerwurf                     | 63,095 m          | Zweiter           | nicht ausgetragen | nicht ausgetragen | nicht ausgetragen | nicht ausgetragen | 63,095         | Dritter        |
| Hugo Lahtinen                                     | Weitsprung                    | 6,19 m            | 19.               | nicht ausgetragen | nicht ausgetragen | nicht ausgetragen | nicht ausgetragen | nicht erreicht | nicht erreicht |
| Eero Lehtonen                                     | Weitsprung                    | 6,285 m           | 16.               | nicht ausgetragen | nicht ausgetragen | nicht ausgetragen | nicht ausgetragen | nicht erreicht | nicht erreicht |
| Jonni Myyrä                                       | Diskuswurf                    | 37,00 m           | Zwölfter          | nicht ausgetragen | nicht ausgetragen | nicht ausgetragen | nicht ausgetragen | nicht erreicht | nicht erreicht |
| Jonni Myyrä                                       | Speerwurf                     | 60,63 m           | Dritter           | nicht ausgetragen | nicht ausgetragen | nicht ausgetragen | nicht ausgetragen | 65,78 m (OR)   | Olympiasieger  |
| Elmer Niklander                                   | Kugelstoßen                   | 14,155 m          | Erster            | nicht ausgetragen | nicht ausgetragen | nicht ausgetragen | nicht ausgetragen | 14,155 m       | Zweiter        |
| Elmer Niklander                                   | Diskuswurf                    | 44,685 m          | Erster            | nicht ausgetragen | nicht ausgetragen | nicht ausgetragen | nicht ausgetragen | 44,685 m       | Olympiasieger  |
| Elmer Niklander                                   | Gewichtweitwurf               | 8,865 m           | Achter            | nicht ausgetragen | nicht ausgetragen | nicht ausgetragen | nicht ausgetragen | nicht erreicht | nicht erreicht |
| Ossian Nylund                                     | Dreisprung                    | 13,74 m           | Siebter           | nicht ausgetragen | nicht ausgetragen | nicht ausgetragen | nicht ausgetragen | nicht erreicht | nicht erreicht |
| Urho Peltonen                                     | Speerwurf                     | 63,605 m (OR)     | Erster            | nicht ausgetragen | nicht ausgetragen | nicht ausgetragen | nicht ausgetragen | 63,605 m       | Zweiter        |
| Johan Pettersson                                  | Hammerwurf                    | 41,76 m           | Elfter            | nicht ausgetragen | nicht ausgetragen | nicht ausgetragen | nicht ausgetragen | nicht erreicht | nicht erreicht |
| Johan Pettersson                                  | Gewichtweitwurf               | 9,375 m           | Sechster          | nicht ausgetragen | nicht ausgetragen | nicht ausgetragen | nicht ausgetragen | 9,375 m        | Sechster       |
| Ville Pörhölä                                     | Kugelstoßen                   | 14,035 m          | Dritter           | nicht ausgetragen | nicht ausgetragen | nicht ausgetragen | nicht ausgetragen | 14,81 m        | Olympiasieger  |
| Ville Pörhölä                                     | Diskuswurf                    | 38,19 m           | Achter            | nicht ausgetragen | nicht ausgetragen | nicht ausgetragen | nicht ausgetragen | nicht erreicht | nicht erreicht |
| Ville Pörhölä                                     | Gewichtweitwurf               | 8,85 m            | Neunter           | nicht ausgetragen | nicht ausgetragen | nicht ausgetragen | nicht ausgetragen | nicht erreicht | nicht erreicht |
| Jussi Ruoho                                       | Stabhochsprung                | 3,60 m            | Erster            | nicht ausgetragen | nicht ausgetragen | nicht ausgetragen | nicht ausgetragen | 3,40 m         | Zwölfter       |
| Julius Saaristo                                   | Speerwurf                     | 60,045 m          | Fünfter           | nicht ausgetragen | nicht ausgetragen | nicht ausgetragen | nicht ausgetragen | 62,395 m       | Vierter        |
| Armas Taipale                                     | Kugelstoßen                   | 12,945 m          | Zehnter           | nicht ausgetragen | nicht ausgetragen | nicht ausgetragen | nicht ausgetragen | nicht erreicht | nicht erreicht |
| Armas Taipale                                     | Diskuswurf                    | 44,19 m           | Zweiter           | nicht ausgetragen | nicht ausgetragen | nicht ausgetragen | nicht ausgetragen | 44,19 m        | Zweiter        |
| Vilho Tuulos                                      | Dreisprung                    | 14,505 m          | Erster            | nicht ausgetragen | nicht ausgetragen | nicht ausgetragen | nicht ausgetragen | 14,505 m       | Olympiasieger  |
| Athlet                                            | Disziplin                     |                   |                   |                   |                   |                   |                   | Finale         | Finale         |
| Athlet                                            | Disziplin                     | Ergebnis          | Platz             |                   |                   |                   |                   |                |                |
| Pekka Johansson                                   | Zehnkampf                     | nicht ausgetragen | nicht ausgetragen | nicht ausgetragen | nicht ausgetragen | nicht ausgetragen | nicht ausgetragen | DNF            | DNF            |
| Hugo Lahtinen                                     | Fünfkampf                     | nicht ausgetragen | nicht ausgetragen | nicht ausgetragen | nicht ausgetragen | nicht ausgetragen | nicht ausgetragen | 26             | Dritter        |
| Hugo Lahtinen                                     | Zehnkampf                     | nicht ausgetragen | nicht ausgetragen | nicht ausgetragen | nicht ausgetragen | nicht ausgetragen | nicht ausgetragen | DNF            | DNF            |
| Eero Lehtonen                                     | Fünfkampf                     | nicht ausgetragen | nicht ausgetragen | nicht ausgetragen | nicht ausgetragen | nicht ausgetragen | nicht ausgetragen | 14             | Olympiasieger  |
| Eero Lehtonen                                     | Zehnkampf                     | nicht ausgetragen | nicht ausgetragen | nicht ausgetragen | nicht ausgetragen | nicht ausgetragen | nicht ausgetragen | DNF            | DNF            |
| Jonni Myyrä                                       | Fünfkampf                     | nicht ausgetragen | nicht ausgetragen | nicht ausgetragen | nicht ausgetragen | nicht ausgetragen | nicht ausgetragen | DNF            | DNF            |
| Ossian Nylund                                     | Fünfkampf                     | nicht ausgetragen | nicht ausgetragen | nicht ausgetragen | nicht ausgetragen | nicht ausgetragen | nicht ausgetragen | DNF            | DNF            |
| Valdemar Wickholm                                 | Zehnkampf                     | nicht ausgetragen | nicht ausgetragen | nicht ausgetragen | nicht ausgetragen | nicht ausgetragen | nicht ausgetragen | 6405,460       | Sechster       |

### Moderner Fünfkampf
| Athlet           | Finale | Finale  | Finale   | Finale    | Finale | Finale | Finale  |
| Athlet           | Reiten | Fechten | Schießen | Schwimmen | Laufen | Gesamt | Platz   |
| ---------------- | ------ | ------- | -------- | --------- | ------ | ------ | ------- |
| Emil Hagelberg   | 10     | 3       | 21       | 9         | 8      | 51     | Siebter |
| Kalle Kainuvaara | DNF    | DNF     | DNF      | DNF       | DNF    | DNF    | DNF     |

### Reiten
| Athlet        | Pferd | Disziplin              | Finale   | Finale |
| Athlet        | Pferd | Disziplin              | Ergebnis | Platz  |
| ------------- | ----- | ---------------------- | -------- | ------ |
| Oskar Wilkman | Meno  | Vielseitigkeit, Einzel | 1282,50  | 17.    |

### Ringen
| Athlet          | Disziplin                       | Erste Runde       | Achtelfinale      | Viertelfinale        | Halbfinale       | Finale/Kampf um Bronze | Platz         |
| --------------- | ------------------------------- | ----------------- | ----------------- | -------------------- | ---------------- | ---------------------- | ------------- |
| Freistil        |                                 |                   |                   |                      |                  |                        |               |
| Kalle Anttila   | Leichtgewicht (bis 67,5 kg)     | nicht ausgetragen | Deligny Gewonnen  | Shimmon Gewonnen     | Thijs Gewonnen   | Svensson Gewonnen      | Olympiasieger |
| Johan Gallén    | Halbschwergewicht (bis 82,5 kg) | nicht ausgetragen | Roosen Gewonnen   | Larsson Verloren     | nicht erreicht   | nicht erreicht         | Fünfter       |
| Eino Leino      | Mittelgewicht (bis 75 kg)       | Freilos           | Bron Gewonnen     | Janssens Gewonnen    | Johnson Gewonnen | Penttala Gewonnen      | Olympiasieger |
| Kaarlo Mäkinen  | Federgewicht (bis 60 kg)        | nicht ausgetragen | Gerson Verloren   | nicht erreicht       | nicht erreicht   | nicht erreicht         | Neunter       |
| Sven Mattsson   | Schwergewicht (über 82,5 kg)    | nicht ausgetragen | nicht ausgetragen | Pendleton Verloren   | nicht erreicht   | nicht erreicht         | Fünfter       |
| Väinö Penttala  | Mittelgewicht (bis 75 kg)       | Backsman Gewonnen | Bacon Gewonnen    | Derkinderen Gewonnen | Frantz Gewonnen  | Leino Verloren         | Zweiter       |
| Jussi Salila    | Schwergewicht (über 82,5 kg)    | nicht ausgetragen | nicht ausgetragen | Roth Verloren        | nicht erreicht   | nicht erreicht         | Fünfter       |
| Emil Westerlund | Halbschwergewicht (bis 82,5 kg) | nicht ausgetragen | Rhys Gewonnen     | Maurer Verloren      | nicht erreicht   | nicht erreicht         | Fünfter       |

| Athlet                    | Disziplin                       | Erste Runde           | Achtelfinale       | Viertelfinale           | Halbfinale             | Finale               | Platz         |
| Athlet                    | Disziplin                       | Erste Runde           | Achtelfinale       | Viertelfinale um Silber | Halbfinale um Silber   | Finale im Silber     | Platz         |
| Athlet                    | Disziplin                       | Erste Runde           | Achtelfinale       | Viertelfinale um Bronze | Halbfinale um Bronze   | Finale um Bronze     | Platz         |
| ------------------------- | ------------------------------- | --------------------- | ------------------ | ----------------------- | ---------------------- | -------------------- | ------------- |
| griechisch-römischer Stil |                                 |                       |                    |                         |                        |                      |               |
| Oskari Friman             | Federgewicht (bis 60 kg)        | Freilos               | Gallery Gewonnen   | Svensson Gewonnen       | Boumans Gewonnen       | Kähkönen Gewonnen    | Olympiasieger |
| Oskari Friman             | Federgewicht (bis 60 kg)        | Freilos               | Gallery Gewonnen   | nicht ausgetragen       | Gold gewonnen          | Gold gewonnen        | Olympiasieger |
| Oskari Friman             | Federgewicht (bis 60 kg)        | Freilos               | Gallery Gewonnen   | Gold gewonnen           |                        |                      | Olympiasieger |
| Heikki Kähkönen           | Federgewicht (bis 60 kg)        | Freilos               | Brian Gewonnen     | Torgensen Gewonnen      | Pütsep Gewonnen        | Friman Verloren      | Zweiter       |
| Heikki Kähkönen           | Federgewicht (bis 60 kg)        | Freilos               | Brian Gewonnen     | N/A                     | Svensson Gewonnen      | Boumans Gewonnen     | Zweiter       |
| Heikki Kähkönen           | Federgewicht (bis 60 kg)        | Freilos               | Brian Gewonnen     | Silber gewonnen         |                        |                      | Zweiter       |
| Adolf Lindfors            | Schwergewicht (über 82,5 kg)    | Gasiglia Gewonnen     | Willkie Gewonnen   | Dame Gewonnen           | Hansen Gewonnen        | Ahlgren Gewonnen     | Olympiasieger |
| Adolf Lindfors            | Schwergewicht (über 82,5 kg)    | Gasiglia Gewonnen     | Willkie Gewonnen   | Gold gewonnen           |                        |                      | Olympiasieger |
| Adolf Lindfors            | Schwergewicht (über 82,5 kg)    | Gasiglia Gewonnen     | Willkie Gewonnen   | Gold gewonnen           |                        |                      | Olympiasieger |
| Arthur Lindfors           | Mittelgewicht (bis 75 kg)       | Christensen Gewonnen  | Johnsen Gewonnen   | Balej Gewonnen          | Szymanski Gewonnen     | Westergren Verloren  | Zweiter       |
| Arthur Lindfors           | Mittelgewicht (bis 75 kg)       | Christensen Gewonnen  | Johnsen Gewonnen   | Freilos                 | Eillebrecht Gewonnen   | Perttilä Gewonnen    | Zweiter       |
| Arthur Lindfors           | Mittelgewicht (bis 75 kg)       | Christensen Gewonnen  | Johnsen Gewonnen   | Silber gewonnen         |                        |                      | Zweiter       |
| Martin Nieminen           | Schwergewicht (über 82,5 kg)    | Freilos               | Larsen Gewonnen    | Hansen Verloren         | nicht erreicht         | nicht erreicht       | Dritter       |
| Martin Nieminen           | Schwergewicht (über 82,5 kg)    | Freilos               | Larsen Gewonnen    | nicht erreicht          |                        |                      | Dritter       |
| Martin Nieminen           | Schwergewicht (über 82,5 kg)    | Freilos               | Larsen Gewonnen    | Freilos                 | Willkie Gewonnen       | Weyand Gewonnen      | Dritter       |
| Matti Perttilä            | Mittelgewicht (bis 75 kg)       | Cornelis Gewonnen     | Nielsen Gewonnen   | Fältström Gewonnen      | Westergren Verloren    | nicht erreicht       | Dritter       |
| Matti Perttilä            | Mittelgewicht (bis 75 kg)       | Cornelis Gewonnen     | Nielsen Gewonnen   | Freilos                 | Vanderleenden Gewonnen | Lindfors Verloren    | Dritter       |
| Matti Perttilä            | Mittelgewicht (bis 75 kg)       | Cornelis Gewonnen     | Nielsen Gewonnen   | Freilos                 | Eillebrecht Gewonnen   | Johnsen Gewonnen     | Dritter       |
| Anders Rajala             | Halbschwergewicht (bis 82,5 kg) | Freilos               | Tázler Gewonnen    | Wahlem Verloren         | nicht erreicht         | nicht erreicht       | Siebter       |
| Anders Rajala             | Halbschwergewicht (bis 82,5 kg) | Freilos               | Tázler Gewonnen    | nicht ausgetragen       | nicht erreicht         | nicht erreicht       | Siebter       |
| Anders Rajala             | Halbschwergewicht (bis 82,5 kg) | Freilos               | Tázler Gewonnen    | nicht ausgetragen       |                        |                      | Siebter       |
| Edil Rosenqvist           | Halbschwergewicht (bis 82,5 kg) | Freilos               | Johansson Verloren | nicht erreicht          | nicht erreicht         | nicht erreicht       | Zweiter       |
| Edil Rosenqvist           | Halbschwergewicht (bis 82,5 kg) | Freilos               | Johansson Verloren | nicht ausgetragen       | Tetens Gewonnen        | Eriksen Gewonnen     | Zweiter       |
| Edil Rosenqvist           | Halbschwergewicht (bis 82,5 kg) | Freilos               | Johansson Verloren | nicht ausgetragen       |                        |                      | Zweiter       |
| Taavi Tamminen            | Leichtgewicht (bis 67,5 kg)     | Freilos               | Kopřiva Gewonnen   | Frydenlund Gewonnen     | Andersen Gewonnen      | Väre Gewonnen        | Zweiter       |
| Taavi Tamminen            | Leichtgewicht (bis 67,5 kg)     | Freilos               | Kopřiva Gewonnen   | Freilos                 | Janssens Gewonnen      | Frisenfeldt Gewonnen | Zweiter       |
| Taavi Tamminen            | Leichtgewicht (bis 67,5 kg)     | Freilos               | Kopřiva Gewonnen   | Silber gewonnen         |                        |                      | Zweiter       |
| Emil Väre                 | Leichtgewicht (bis 67,5 kg)     | Christiansen Gewonnen | Rohon Gewonnen     | Janssens Gewonnen       | Frisenfeldt Gewonnen   | Tamminen Gewonnen    | Olympiasieger |
| Emil Väre                 | Leichtgewicht (bis 67,5 kg)     | Christiansen Gewonnen | Rohon Gewonnen     | Gold gewonnen           |                        |                      | Olympiasieger |
| Emil Väre                 | Leichtgewicht (bis 67,5 kg)     | Christiansen Gewonnen | Rohon Gewonnen     | Gold gewonnen           |                        |                      | Olympiasieger |

### Schießen
| Athlet                                                                          | Disziplin                                         | Finale   | Finale  |
| Athlet                                                                          | Disziplin                                         | Ergebnis | Platz   |
| ------------------------------------------------------------------------------- | ------------------------------------------------- | -------- | ------- |
| Voitto Kolho                                                                    | Freies Gewehr Dreistellungskampf 300 m            | 974      | Siebter |
| Yrjö Kolho                                                                      | Laufender Hirsch Einzelschuß                      | 40       | Vierter |
| Kaarlo Lappalainen                                                              | Freies Gewehr Dreistellungskampf 300 m            | 945      | k. A.   |
| Veli Nieminen                                                                   | Freies Gewehr Dreistellungskampf 300 m            | 934      | k. A.   |
| Veli Nieminen                                                                   | Tontaubenschießen                                 | k. A.    | k. A.   |
| Toivo Tikkanen                                                                  | Laufender Hirsch Einzelschuß                      | 40       | Fünfter |
| Vilho Vauhkonen                                                                 | Freies Gewehr Dreistellungskampf 300 m            | 966      | k. A.   |
| Vilho Vauhkonen                                                                 | Armeegewehr liegend 300 m                         | 59       | Vierter |
| Magnus Wegelius                                                                 | Freies Gewehr Dreistellungskampf 300 m            | 849      | k. A.   |
| Magnus Wegelius                                                                 | Armeegewehr stehend 300 m                         | 51       | k. A.   |
| Magnus Wegelius                                                                 | Armeegewehr liegend 600 m                         | 51       | k. A.   |
| Voitto Kolho Yrjö Kolho Frans Nässling Toivo Tikkanen Nestor Toivonen           | Armeerevolver 50 m Mannschaft                     | 2052     | Elfter  |
| Voitto Kolho Kaarlo Lappalainen Veli Nieminen Vilho Vauhkonen Magnus Wegelius   | Freies Gewehr Dreistellungskampf 300 m Mannschaft | 4668     | Vierter |
| Voitto Kolho Kaarlo Lappalainen Veli Nieminen Vilho Vauhkonen Magnus Wegelius   | Armeegewehr liegend 300 m Mannschaft              | 281      | Dritter |
| Voitto Kolho Kaarlo Lappalainen Veli Nieminen Vilho Vauhkonen Magnus Wegelius   | Armeegewehr liegend 600 m Mannschaft              | 268      | Achter  |
| Voitto Kolho Kaarlo Lappalainen Veli Nieminen Vilho Vauhkonen Magnus Wegelius   | Armeegewehr liegend 300 und 600 m Mannschaft      | 524      | Zehnter |
| Voitto Kolho Kaarlo Lappalainen Nestor Toivonen Vilho Vauhkonen Magnus Wegelius | Armeegewehr stehend 300 m Mannschaft              | 235      | Siebter |
| Yrjö Kolho Kaarlo Lappalainen Toivo Tikkanen Nestor Toivonen Magnus Wegelius    | Laufender Hirsch Einzelschuß Mannschaft           | 159      | Zweiter |
| Yrjö Kolho Toivo Tikkanen Nestor Toivonen Vilho Vauhkonen Magnus Wegelius       | Laufender Hirsch Doppelschuß Mannschaft           | 285      | Dritter |

### Schwimmen
| Athlet        | Disziplin   | Viertelfinale | Viertelfinale | Halbfinale | Halbfinale | Finale     | Finale  |
| Athlet        | Disziplin   | Ergebnis      | Platz         | Ergebnis   | Platz      | Ergebnis   | Platz   |
| ------------- | ----------- | ------------- | ------------- | ---------- | ---------- | ---------- | ------- |
| Männer        |             |               |               |            |            |            |         |
| Arvo Aaltonen | 200 m Brust | 3:11,6 min    | Zweiter       | 3:12,4 min | Zweiter    | 3:12,2 min | Dritter |
| Arvo Aaltonen | 400 m Brust | 6:50,0 min    | Zweiter       | 6:45,0 min | Erster     | 6:48,0 min | Dritter |

### Wasserspringen
| Athlet           | Disziplin                 | Vorrunde | Vorrunde | Vorrunde | Finale         | Finale         | Finale         |
| Athlet           | Disziplin                 | Punkte   | Ergebnis | Platz    | Punkte         | Ergebnis       | Platz          |
| ---------------- | ------------------------- | -------- | -------- | -------- | -------------- | -------------- | -------------- |
| Männer           |                           |          |          |          |                |                |                |
| Kalle Kainuvaara | Turmspringen 5 m und 10 m | 35       | 356,80   | Siebter  | nicht erreicht | nicht erreicht | nicht erreicht |
| Kalle Kainuvaara | Turmspringen 3 m und 10 m | 15       | 160,0    | Vierter  | nicht erreicht | nicht erreicht | nicht erreicht |
| Lauri Kyöstilä   | Turmspringen 5 m und 10 m | 21       | 441,80   | Vierter  | nicht erreicht | nicht erreicht | nicht erreicht |
| Yrjö Valkama     | Turmspringen 3 m und 10 m | 14       | 157,0    | Dritter  | 23             | 167,5          | Fünfter        |